# أورسونيا
أورسونيا (بالإيطالية: Orsogna) هي بلدية في مقاطعة كييتي في إقليم أبروتسو الإيطالي.

## السكان
في سنة 1861 بلغ عدد السكان 6٬065 نسمة، وتطور العدد ليصل في سنة 2011 لـ 4٬008 نسمة.
يظهر هذا المخطط البياني تطور النمو السكاني لـ أورسونيا